# خورشیدگرفتگی ۱۱ سپتامبر ۲۰۰۷
خورشیدگرفتگی ۱۱ سپتامبر ۲۰۰۷ (به انگلیسی: Solar eclipse of September 11, 2007) یک خورشیدگرفتگی از نوع خورشیدگرفتگی جزئی است. این خورشیدگرفتگی در تاریخ ۱۱ سپتامبر ۲۰۰۷ میلادی (‎۲۰ شهریور ۱۳۸۶ خورشیدی) روی داد که زمان اوج آن، ساعت ۱۲:۳۲:۲۴ به‌وقت ساعت هماهنگ جهانی بوده‌است.